# Fontaine de l'État-Major
 (décembre 2015).
Si vous disposez d'ouvrages ou d'articles de référence ou si vous connaissez des sites web de qualité traitant du thème abordé ici, merci de compléter l'article en donnant les références utiles à sa vérifiabilité et en les liant à la section « Notes et références ».
La fontaine de l'État-Major est un monument décoratif de Besançon, dans le département du Doubs. Elle est située sur la place Jean-Cornet.

## Histoire
La construction du pont de Bregille en 1689 permit une alimentation plus complète du centre-ville par les sources du vallon de Bregille situées en rive droite, grâce à la pose d'une conduite en troncs de bois puis en fonte au début du XVIIIe siècle. Trois nouvelles fontaines voient alors le jour dont celle de la future place Jean-Cornet.
L'hôtel de la Vicomté, construit pour le prince d'Isenghien, est terminé en 1736 ; un de ses angles donne sur la place. C'est là que Charles Joseph Foresse réalise une fontaine-monument, inaugurée trois ans plus tard. Elle était notamment décorée  par Louis Jacques Herpin d'un groupe de dauphins en bronze jouant avec des enfants. Comme la statue de la fontaine Charles Quint, place du Huit-Septembre, et les cloches de la cathédrale, le groupe fut fondu à la Révolution pour fabriquer des pièces de monnaie. Non entretenue, et trop fortement dégradée, la fontaine sera déconstruite peu après et remplacée en 1900 par la fontaine actuelle dite « de l'État-Major », car la place s'appelait alors ainsi. Sur les plans d'Étienne Bernard Saint-Ginest, le sculpteur Albert Pasche conçut une fontaine monumentale arborant sur son fronton l'une des devises de la ville : Utinam. Elle était alors pourvue d'un urinoir. Celui-ci sera retiré ultérieurement et la fontaine inscrite à l'inventaire des monuments historiques le 21 octobre 1937.

## Architecture
L'hôtel de la Vicomté fut notamment surélevé d'un étage en 1771 par Claude Joseph Alexandre Bertrand. La fontaine actuelle, haute de plusieurs mètres et adossée au mur d'angle le masque presque totalement. Il s'agit d'une structure mixte : fontaine et lavoir.